# 한신기계
한신기계(한신기계공업주식회사 Hanshin Machinery Co., Ltd.)는 대한민국의 공기 압축기 기업이다. 본사는 경기도 안산시 단원구 해봉로 330번길 23 (신길동)에 위치해 있으며 대표이사는 최영민이다. 2011년 원자력발전소 신울진 1·2호기, 고리 3·4호기 등에 제품을 공급하였다.

## 역사
1969년 한신기계제작소로 창업하였고 1987년에 상장하였다.

## 적대적 M&A 시도
- 2008년 헬릭스에셋이 경영진의 방만한 타기업 투자와 이사회 구성의 부적절함을 소집의 이유로 임시에셋이 임시주주총회 소집을 요구한 바 있다[4]
- 미국계 투자기업인 스털링 그레이스 인터내셔널 엘엘씨(STERLING GRACE INTERNATIONAL LLC)가 2015년부터 지분을 적극적으로 확대해 나갔고 보유 지분이 14.44%까지 증가한 2017년 스털링은 당초 '단순투자'였던 지분 보유 목적을 '경영 참가'로 변경하였고 2017년 9월 말엔 보유 지분이 17.18%까지 증가했으나 추가 지분 매입은 없었고 2019년에 지분 매각에 돌입해 총 12.55%에 달하는 지분을 처분했다[5]

## 같이 보기
- 두산에너빌리티
- 일진파워

## 참고문헌
1. ↑  전태희, 신한금융투자 스몰캡 탐방 노트-한신기계, 2018년 7월 5일
2. ↑  원자력 테마, 한전산업 +29.91%, 한신기계 +22.20%, 조선비즈, 2023.07.11
3. ↑  한신기계, 9%대 급등...한수원-우간다 원전 협력 소식, 인포스톡데일리, 2023년 1월 10일
4. ↑  적대적 M&A 가능성으로 떠오른 한신기계공업 실적은?, 글로벌에코노믹, 2017년 2월 13일
5. ↑  권정두, 한신기계공업, 적대적 M&A 위기 면한 ‘씁쓸한 이유’, 시사위크, 2020년 3월 9일